# 1096
1096 (MXCVI) je bilo prestopno leto, ki se je po julijanskem koledarju začelo na torek.

## Dogodki

### Prva križarska vojna(1095-99): odhod
- Papež Urban II. v začetku leta pe nadalje širi svoje sporočilo po Franciji in pritiska na škofe in legate, naj v svojih škofijah po Franciji, Nemčiji in Italiji pridigajo za križarski pohod.↓

#### - križarski pohod ubogih
- → Na oznanjevanje papeža, cerkvenih dostojanstvenikov in popotnih pridigarjev se  najprej spontano odzove ljudstvo. Okoli različnih lokalnih vodij se združujejo posamezne tolpe, od katerih jih večina hitro razpade. Nekatere tolpe verskih gorečnežev v Nemčiji se znesejo nad judovskimi mestnimi skupnostmi vzdolž Rena in jih skoraj popolnoma uničijo.↓
- avgust → Le eni skupini križarjev ti. križarskega pohoda ubogih, ki jo vodita potujoči pridigar Peter Puščavnik in vitez Gautier Sans-Avoir, uspe prodreti do Konstantinopla. Ta skupina okoli 20.000 križarjev v nasilju nad Judi verjetno ni sodelovala in se je relativno hitro pomikala proti Konstantinoplu. ↓
- → Cesar Aleksej I. Komnen jih teden dni po prispetju prepelje čez Bospor, kjer "ljudski" križarji Petra Puščavnika in Gautierja Sans-Avoirja nadaljujejo s plenjenjem, tokrat na ozemlju seldžuškega sultanata Rum.↓
- september → Seldžuki uničijo "križarski pohod ubogih". Redki preživeli se zatečejo nazaj v Konstantinopel, kjer potem čakajo na glavnino, ki je šele avgusta začela s potjo v več smereh proti Konstantinoplu.

#### - pohod plemičev
- 15. avgust - Papež Urban II. je organiziran odhod križarjev načrtoval na praznik Marijinega vnebovzetja 15. avgusta 1096. Istočasno začno z odhodom proti zbirnemu mestu Konstantinoplu štiri križarske odprave:
  - Prva, največja skupina križarjev se odpravi iz južne Francije pod vodstvom škofa Le Puy-en-Velaya Ademarja in pa touluškega grofa Rajmonda IV., ki jima je papež prejšnje leto formalno poveril vodenje pohoda.
  - Drugo skupino tvorijo severnofrancoski (Ile-de-France) vitezi, pod vodstvom grofov Huga Vermandoiškega, Roberta II. Flandrijskega, Štefana Bloiškega in normandijskega vojvode Roberta Curthosa.
  - V tretji skupini so Italonormani iz južne Italije pod vodstvom tarantskega kneza Bohemoda I. in njegovega nečaka Tankreda. Ker imajo najkrajšo pot, odplujejo šele novembra.
  - Četrto skupino iz Lorene vodijo bratje Baldvin Boulognski, Godfrej Bouillonski in Evstahij III. Lorenski. Od ↓
- novembra → do aprila naslednje leto se te štiri skupine zbirajo pred obzidjem Konstantinopla. Občasno prihaja do konfliktov z lokalnim prebivalstvom in policijskimi oddelki cesarske vojske, saj jim je že na poti zmanjkala večina osnovnih življenjskih potrebščin.

### Ostalo
- Seldžuška vladarja Dukak iz Damaska in Yaghi-Siyan iz Antiohije se povežeta proti Ridvanu iz Alepa. 1097 ↔
- Rekonkvista - Bitka pri Alcorazu: aragonski kralj Peter I. osvoji Huesco, najsevernejše mavrsko mesto pod taifo Zaragozo.
- Leto ustanovitve Univerze Oxford, nastarejše univerze v Veliki Britaniji, sicer ni poznano, začetki univerzitetnega proučevanja v Oxfordu pa verjetno predhajajo to leto, ko se pojavi prva omemba.
- Leto ustanovitve Univerze v Salernu, Italija.
- Beneška republika: Vitale I. Michiel postane dož, 33. po seznamu.

## Rojstva
- 12. marec - Knut Lavard, danski kronski princ, vojvoda Schleswiga († 1131)

Neznan datum
- Al-Amir, fatimidski kalif v Egiptu († 1130)
- Al-Muktafi, abasidski kalif v Bagdadu († 1160)
- Ermengol VI., urgellski grof († 1154)
- Hugo od sv. Viktorja, nemški (ali francoski) filozof in teolog († 1141)
- Izjaslav II., veliki kijevski knez († 1154)
- Štefan Angleški, kralj († 1154)
- Taira Tadamori, poglavar klana Taira, guverner († 1153)

## Smrti
- 2. januar - Viljem iz St-Calaisa, anglonormanski škof, kraljevi davčni svetovalec
- 21. oktober - Gautier Sans-Avoir, francoski vitez, vojaški voditelj ti. križarskega pohoda ubogih
- 11. november - Werner I., habsburški grof (* 1030)

Neznan datum
- Geoffrey III., anžujski grof (* 1040)
- Vitale Faliero, 32. beneški dož